# هابيل جاي براون
هابيل جاي براون (بالإنجليزية: Abel J. Brown)‏ هو قس أمريكي، ولد في 1817 في لينكنتون في الولايات المتحدة، وتوفي في 1894 في مقاطعة سوليفان في الولايات المتحدة.